# Девет живота
„Девет живота“. (на английски Unstoppable) е игрален филм (екшън, драма) от 2004 година, копродукция на САЩ и Аруба, на режисьора Дейвид Карсън, по сценарий на Том Воън. Оператори Уорд Ръсел. Музиката е на Луис Фебре. Оригиналното име на филма е „Неудържим“.
Филмът е заснет в България и Лос Анжелис (Калифорния) за 42 дни (от 2 март до 14 април 2003).

## Актьорски състав
| Роля                                     | Изпълнител            |
| ---------------------------------------- | --------------------- |
| Агент Дийн Каджър, бивш сътрудник на ЦРУ | Уесли Снайпс          |
| детектив Ейми Найт                       | Жаклин Обрадорс       |
| Съливан                                  | Стюарт Уилсън         |
| Питърсън                                 | Ким Коутс             |
| Лийч                                     | Марк Шепърд           |
| агент Джунод                             | Адуеле Акинуйе-Агбайе |
| детектив Джей Милър                      | Винсънт Риота         |
| д-р Колинс                               | Дейвид Скофийлд       |
| МакНаб                                   | Никълъс Аарън         |
| агент 'Кенеди'                           | Ким Томсън            |
| агент Гейбриъл                           | Джо Стоун-Фюингс      |
| Скот Найт                                | Крисчън Солимено      |
| шофьорът на Съливан                      | Гари Оливър           |
| охранител №1 на „Свети Нийвис“           | Райчо Василев         |
| охранител №2 на „Свети Нийвис“           | Дейвид Флийшман       |
| Джак                                     | Люк Джордан           |
| Холи                                     | Лорен Булиоли         |
| Ралф                                     | Лирой Голдинг         |
| О'Райли                                  | Андрю Долан           |
| купувачът                                | Велизар Бинев         |
| снайперист                               | Асен Блатечки         |
| командор                                 | Красимир Куцопаров    |
| Черни                                    | Андрю Плавин          |
| ветеран от Виетнам                       | Дъглас Уотърс         |
| съветник                                 | Джон Ченсър           |
| ветеран от Корея                         | Джордж Инес           |
| жена с бебе                              | Кейт Хийли            |
| Маги                                     | Тари Маркел           |
| жена на средна възраст                   | Петя Силянова         |
| шофьор на цистерна                       | Бъд Дейвис            |
| шофьор на камион №2                      | Димитър               |
| пилот на въртолет                        | Емил Цолов            |
| охранител №3 на „Свети Нийвис“           | Георги Карлуковски    |
| жена на затворник'                       | Шели Варод            |
| шофьор на линейка                        | Бомбата               |
| Фред, офицер от полицията                | Калоян Патерков       |
| шофьор на камион                         | Борислав Илиев        |